# Lena, Norge
Lena är en tätort i Norge samt centralort i Østre Totens kommun i Innlandet fylke. Lena hade järnvägsstation på Skreiabanen från 1902 till nedläggningen av järnvägen 1987.
1. ↑  ”Tettsteder. Folkemengde og areal, etter kommune. 2022.”. Statistisk sentralbyrå. https://www.ssb.no/befolkning/statistikker/beftett/aar#relatert-tabell-4. Läst 15 december 2022.